# Makira-Ulawa
Makira-Ulawa is een provincie van de Salomonseilanden. De hoofdstad van de provincie is Kirakira en heeft 21.000 inwoners (1992). De provincie bestaat uit twee eilanden van betekenis, Makira en Ulawa. Verder zijn er nog vele kleine eilanden, waarvan Ugi het grootste is. Ook bekend om hun dansen werden de eilanden Santa Anna (Owa Raha) met de dorpen Gupuna en Natagera en Santa Catalina (Owa Riki) met het dorp Mamako.
De provincie kent acht Melanesische talen. Het eiland staat er bekend om dat de inwoners sterk hechten aan hun gebruiken en tradities. Houtsnijders en dansers uit de provincie staan dan ook bekend om hun vakmanschap.
Het belangrijkste exportproduct van Makira is kopra. Er vindt in de provincie geen houtkap plaats, ondanks de grote hoeveelheid geschikt regenwoud. De provincie heeft de grootste aantallen zeekrokodillen in de Salomonseilanden. De noordelijke eilandengroep de drie zusters zijn daardoor vrijwel onbewoond.